# Asteroscopus megala
Asteroscopus megala là một loài bướm đêm trong họ Noctuidae.